# Zameczek (Biskupiec)
Zameczek (deutsch Neu Chatell) ist ein Ort in der polnischen Woiwodschaft Ermland-Masuren. Er gehört zur Gmina Biskupiec (Stadt-und-Land-Gemeinde Bischofsburg) im Powiat Olsztyński (Kreis Allenstein).

## Geographische Lage
Zameczek liegt in der westlichen Mitte der Woiwodschaft Ermland-Masuren, 23 Kilometer südwestlich der früheren Kreisstadt Rößel (polnisch Reszel) bzw. 34 Kilometer nordöstlich der heutigen Kreismetropole und auch Woiwodschaftshauptstadt Olsztyn (deutsch Allenstein).

## Geschichte
Bei Neu Chatell handelte  es sich um einen großen Hof. Bis 1945 war er als Wohnplatz in die Stadtgemeinde Bischofsburg (polnisch Biskupiec) im ostpreußischen Kreis Rößel eingegliedert. Im Jahre 1905 zählte Neu Chatell 37 Einwohner.
Als in Kriegsfolge 1945 das gesamte südliche Ostpreußen an Polen abgetreten wurde, bekam Neu Chatell die polnische Namensform „Zameczek“. Heute ist der Weiler eine Ortschaft innerhalb der Stadt-und-Land-Gemeinde Biskupiec (Bischofsburg) im Powiat Olsztyński (Kreis Allenstein), von 1975 bis 1998 der Woiwodschaft Olsztyn, seither der Woiwodschaft Ermland-Masuren zugehörig.

## Kirche
Bis 1945 war Neu Chatell in die evangelische Kirche Bischofsburg (polnisch Biskupiec) in der Kirchenprovinz Ostpreußen der Kirche der Altpreußischen Union, außerdem in die römisch-katholische Kirche der Stadt im damaligen Bistum Ermland eingepfarrt.
Zameczek gehört auch weiterhin katholischerseits zur Stadt Biskupiec. Ebenso auch evangelischerseits, allerdings jetzt zur Kapellengemeinde der Stadt, einer Filialgemeinde der Kirche Sorkwity (Sorquitten) in der Diözese Masuren der Evangelisch-Augsburgischen Kirche in Polen.

## Verkehr
Zameczek liegt verkehrsgünstig an der Woiwodschaftsstraße 596, die die beiden Städte Reszel (Rößel) und Biskupiec (Bischofsburg) miteinander verbindet. Eine Anbindung an den Bahnverkehr besteht nicht.